# اندیس فلزات گرانبها و سنگ تزئینی شمال آقابابا
فلزات گرانبها و سنگ تزئینی شمال آقابابا یک اندیس فلزی است که در استان قزوین قرار دارد و مادهٔ معدنی موجود در آن، فلزات گرانبها است. سنگ میزبان این اندیس سنگهای آتشفشانی سازند کرج است و دیرینگی آن به دوران ائوسن می‌رسد.